# 2006 HZ51 (planetka)
2006 HZ51 je blízkozemní planetka, která byla krátce po svém objevu na necelý týden prohlášena za vysoce nebezpečnou planetku, která by se mohla srazit se Zemí již v lednu 2007. Podle současných znalostí elementů její dráhy patří do skupiny křížičů Marsu.

## Popis objektu
Vzhledem k tomu, že byla pozorována pouze krátce během mimořádného přiblížení k Zemi, nestihli astronomové provést spektroskopický výzkum. Proto o jejím chemickém složení není nic známo. Její průměr je odhadován na základě hvězdné velikosti a protože není známo ani albedo jejího povrchu, je proto značně nejistý.
Výpočtem dráhy do minulosti bylo zjištěno, že tato planetka 20. června 1977 prolétla kolem Země ve vzdálenosti pouhých 0,00707 AU, tj. 1,06 mil. km, tedy jen málo za hranicí gravitační sféry Země. To značným způsobem změnilo dráhu tohoto objektu.

## Historie
Planetka byla objevena 27. dubna 2006 v rámci programu Catalina Sky Survey 0,38metrovou Schmidtovou komorou vybavenou CCD detektory astronomem E. C. Beshore v 03:51 UTC jako objekt hvězdné velikosti 19,9m. V průběhu dne tato observatoř uskutečnila ještě osm dalších pozorování v ranních hodinách, jejichž výsledky byly následujícího dne odeslány ke zpracování do Střediska pro malé planety (MPEC), které vypočítalo předběžné elementy dráhy tohoto objektu. Na jejich základě středisko pro nebezpečné planetky v Laboratoři proudového pohonu (JPL) v kalifornské Pasadeně vypočítalo, že existuje nezanedbatelná možnost až 165 příležitostí v průběhu nejbližších sta let na srážku tohoto tělesa se Zemí, přičemž první dvě možnosti mohly nastat v již lednu roku 2007 a v červnu roku 2008. Celková pravděpodobnost srážky se Zemí v období let 2007 až 2103 byla vypočtena na 5,3×10−7. Na základě absolutní hvězdné velikosti 18,6m a předpokládaného albeda byl stanoven odhadovaný průměr této planetky na 780 m.
Po zveřejnění těchto prvních výsledků se v řadě sdělovacích prostředků objevily poplašné zprávy o tom, že se na Zemi nezadržitelně řítí zkáza, ačkoliv odborníkům bylo zřejmé, že teprve další měření dráhy situaci vyjasní.
Ve večerních hodinách téhož dne zaměřil tento objekt astronom O. Geraščenko z observatoře Andrjuška a o něco málo později i P. Birtwhistle z hvězdárny v Great Shefford. Teprve další pozorování, uskutečněná večer následujícího dne (28. dubna) v Kanadě astronomem R. M. Robbem, dala dostatečné podklady k upřesnění dráhy. V důsledku toho dne 3. května jak středisko v JPL, tak nezávisle na něm středisko NeoDys při univerzitě v Pise škrtly tento objekt se seznamu objektů, které by mohly v nejbližším století ohrozit Zemi. Nicméně i tak zůstává tento objekt na seznamu potenciálně nebezpečných planetek.
Téhož dne, 3. května 2006, se do sledovaní této planetky zapojila také observatoř na jihočeské Kleti.

## Výhled do budoucnosti
Ze znalosti současných elementů dráhy planetky vyplývá, že minimální vypočítaná vzdálenost mezi její drahou a dráhou Země činí 0,03757 AU, tj. 5,6 mil. km. Vzhledem k tomu nemůže ani ve vzdálené budoucnosti Zemi ohrozit.
Do konce století se však nejméně třikrát přiblíží k Zemi, a to v létech 2022, 2059 a 2096. Z nich nejtěsnější bude průlet 16. června 2059, kdy mine Zemi ve vzdálenosti 0,03800 AU, tj. 5,7 mil. km. Kromě toho by se tento objekt měl v listopadu 2099 přiblížit k planetce Vesta na vzdálenost 0,01129 AU, tj. 1,7 mil. km.